# Tobwaan Kiribati Party
Il Tobwaan Kiribati Party (in inglese Embracing Kiribati Party, TKP) è un partito politico gilbertese fondato nel 2016 dalla fusione del Murin Kiribati Party e del United Coalition Party.

## Storia
Il partito nasce nel gennaio 2016 come fusione del Maurin Kiribati Party e dell'United Coalition Party, I due partiti avevano vinto 19 dei 45 seggi eletti alla Maneaba ni Maungatabu nelle elezioni parlamentari del 2015-16, con il membro del partito Teatao Teannaki successivamente eletto all'Assemblea come presidente della Camera. Il TKP ha designato Taneti Maamau come candidato alla presidenza per le elezioni presidenziali del 2016 vincendo con circa il 60% dei voti.
Nel novembre 2019, dopo il passaggio delle relazioni diplomatiche da Taiwan alla Cina, il suo presidente Banuera Berina fonda un partito di opposizione, il Kiribati Moa Party con 13 deputati, causando la perdita della maggioranza parlamentare del TKP. Nonostante ciò Taneti Maamau è stato rieletto presidente nel 2020 con 26.053 voti su un totale di 44.031 preferenze espresse, in delle elezioni osservate da paesi esteri per le implicazioni della sua rielezione nella lotta per il riconoscimento internazionale tra Cina e Taiwan. Banuera Berina, candidato oppositore di Mamau e membro del Boutokaan Kiribati Moa Party, ha suggerito l'esistenza di un'interferenza nelle elezioni da parte dell'ambasciatore cinese nelle Kiribati.
Nelle elezioni parlamentari del 2020 il partito ha ottenuto 22 seggi, numero uguale a quello del Boutokaan Kiribati Moa Party.
Dopo l'uscita nel luglio del 2022, il Governo delle Kiribati ha annunciato il 31 gennaio 2023 che sarebbe tornato membro del Forum delle isole del Pacifico